# Mineros de Zacatecas "B"
El Club Mineros de Zacatecas B fue un equipo de fútbol mexicano que participó desde 2015 hasta 2017 en la Liga Premier de Ascenso, y en la Serie B de México desde junio de 2017 hasta junio de 2020. Su última sede fue el Estadio Carlos Vega Villalba de la ciudad de Zacatecas, Zacatecas, México, y era el equipo filial de Mineros de Zacatecas de la Liga de Expansión MX.

## Historia
Al no conseguir que Estudiantes Tecos regresara a la Primera División de México, el presidente de Grupo Pachuca, Jesús Martínez Patiño, confirmó el 28 de mayo de 2014, un cambio de nombre y sede, anunciando que el equipo se mudaría de Jalisco a Zacatecas, y tomaría el nombre de Mineros de Zacatecas. Esto sucedió debido a que existía un acuerdo con el gobierno zacatecano de enviar a un equipo de fútbol profesional a esa entidad, y apoyado también por el hecho de que en Guadalajara había demasiada competencia, ya que también se encontraban los equipos de Chivas, Atlas y Leones Negros.
Días después de este anuncio, Mineros de Zacatecas anunció que el equipo de Segunda División se quedaría en Zapopan ya que se tenía la intención de seguir con la formación de talentos en Jalisco, por lo que este equipo se quedaría con el escudo y el nombre de Estudiantes Tecos, jugaría sus partidos como local en el Estadio 3 de Marzo de Zapopan, Jalisco y tomaría el rol como primer equipo del mismo, pero seguiría siendo filial del Club Deportivo Mineros de Zacatecas.
El 27 de mayo del 2015, la directiva de Mineros de Zacatecas informó que a partir del Torneo Apertura 2015, los equipos de la Segunda y Tercera División se mudarían a Zacatecas, con esto culminaría el proceso de mudanza del equipo al Estado y el club tendría concreto todo su esquema de fuerzas básicas. Con la llegada del equipo de Mineros del Ascenso MX, el equipo Águilas Reales de Zacatecas de la Segunda División fue vendido ya que no tenía caso que se tuvieran dos equipos de casi la misma categoría, por lo que con la llegada de Mineros de Zacatecas B, solo se quedaron dos equipos de la capital de Zacatecas en la Segunda División, los cuales serían los Tuzos de la Universidad Autónoma de Zacatecas y la filial de Mineros de Zacatecas.
El equipo de Segunda División se compuso inicialmente por algunos jugadores de la antigua filial de Estudiantes Tecos, y el resto se conformó por futbolistas elegidos en las visorias que Mineros hizo a su llegada a Zacatecas, y también por jugadores de otros equipos de la entidad. Entre el Apertura 2015 y hasta el Clausura 2017 (dos años), el equipo participó en la Liga Premier de Ascenso (hoy conocida como Serie A de México), y disputaba sus partidos en el Estadio Francisco Villa (hoy conocido como Estadio Carlos Vega Villalba). Para agosto de 2017, y por cambios en los reglamentos de la categoría en la Segunda División, el equipo fue movido a la Serie B de México, y desde el Apertura 2017 hasta el Clausura 2018 (un año) tuvo como sede el campo deportivo La Alberca, ubicado en el municipio de Tlaltenango, Zacatecas. En 2018, la liga cambió a la modalidad de torneos largos, por lo que para el inicio de la Temporada 2018-19, el equipo regresó a la capital zacatecana para disputar sus partidos, de nueva cuenta, en el Estadio Carlos Vega Villalba, pero continuó en la Serie B hasta la desaparición del equipo.
En junio de 2020, y luego de la compra de la franquicia por el empresario Eduardo López Muñoz, la directiva optó por utilizar una base de jugadores que participaban en esta filial para poder llenar los huecos de los futbolistas que habían regresado a Grupo Pachuca luego de la venta, y así poder participar en la recién creada Liga de Expansión MX, por lo que Mineros de Zacatecas B  terminó desapareciendo para el inicio de la Temporada 2020-21.

## Estadio
El Estadio Carlos Vega Villalba tiene un aforo aproximado para 20.000 personas, está ubicado en la Ciudad de Zacatecas, y es el campo de los Mineros de Zacatecas. Fue inaugurado en 1986 con un partido amistoso entre Leones Negros U de G y una versión juvenil de la Selección de fútbol de Corea del Sur con marcador favorable a los jaliscienses por 1 a 0 con gol de Francisco "Médico" Ríos.
El 8 de septiembre de 1996 se celebró un juego oficial de Primera División entre Santos Laguna y el Club Deportivo Guadalajara, empatando a 1 en la Fecha 5 del Torneo de Invierno ´96.
En 1999, 2000 y 2001 el estadio Francisco Villa albergó la Copa Corona, torneo que se realizaba en la pretemporada del torneo Apertura del fútbol mexicano en formato cuadrangular, es decir con 3 equipos de la Primera División y el anfitrión, que era el equipo local de aquel entonces, la desaparecida Real Sociedad de Zacatecas que militaba en la Liga de Ascenso. En las primeras dos ediciones jugaban la final los equipos ganadores del primer partido y los perdedores jugaban por el tercer lugar, y en la última edición el ganador de la copa era el que más puntos obtuviera.
He aquí los ganadores de dichos torneos.
- 1999 Santos Laguna
- 2000 Santos Laguna
- 2001 Jaguares de Chiapas

Estos mismos equipos disputaron el 2 de enero de 2011 un partido de pretemporada que terminó 2-1 a favor de Jaguares, con goles de Jackson Martínez y Antonio Pedroza, por Santos anota Rodrigo Ruiz. Mientras que en el 2011 Santos y América se enfrentaron en el cual Santos derrotó a América por el marcador 2-1
El viernes 25 de julio de 2014 en un partido correspondiente a la jornada 2 del torneo Ascenso MX, Gustavo Ramírez Rojas le daría la bienvenida en casa a Mineros haciendo el segundo gol más rápido del mundo a los 4 segundos (después del gol del serbio Vuk Bakic que fue a los dos segundos).

## Entrenadores
Actualizado al 30 de junio de 2020.
| Mauricio Gallaga                                                                                       |                         |                 |    |    |   |    |   |   |   |   |   |   |    |    |   |    |   |
| México                                                                                                 | Liga Premier de Ascenso | A2015 - C2016   | 30 | 15 | 9 | 6  | 0 | - | - | - | - | - | 30 | 15 | 9 | 6  | 0 |
| Cristian Flores                                                                                        |                         |                 |    |    |   |    |   |   |   |   |   |   |    |    |   |    |   |
| México                                                                                                 | Liga Premier de Ascenso | A2016 - C2017   | 30 | 11 | 7 | 12 | 0 | - | - | - | - | - | 30 | 11 | 7 | 12 | 0 |
| Julio Estrada                                                                                          |                         |                 |    |    |   |    |   |   |   |   |   |   |    |    |   |    |   |
| México                                                                                                 | Serie B de México       | A2017           | 15 | 11 | 1 | 3  | 0 | - | - | - | - | - | 15 | 11 | 1 | 3  | 0 |
| Victor Montiel                                                                                         |                         |                 |    |    |   |    |   |   |   |   |   |   |    |    |   |    |   |
| México                                                                                                 | Serie B de México       | C2018 - 2018-19 | 49 | 30 | 8 | 11 | 0 | - | - | - | - | - | 49 | 30 | 8 | 11 | 0 |
| Arnaldo Martínez                                                                                       |                         |                 |    |    |   |    |   |   |   |   |   |   |    |    |   |    |   |
| México                                                                                                 | Serie B de México       | 2019-20         | 13 | 6  | 5 | 2  | 0 | 3 | 1 | 1 | 1 | 0 | 16 | 7  | 6 | 3  | 0 |
| Esteban Vega                                                                                           |                         |                 |    |    |   |    |   |   |   |   |   |   |    |    |   |    |   |
| México                                                                                                 | Serie B de México       | 2019-20         | 10 | 4  | 4 | 2  | 0 | - | - | - | - | - | 10 | 4  | 4 | 2  | 0 |
| (1) Incluye datos de la fase regular y fase final. (2) Incluye datos del Torneo Internacional Premier. |                         |                 |    |    |   |    |   |   |   |   |   |   |    |    |   |    |   |

## Temporadas
| Apertura 2015 | 3.Segunda LPA     | 1.º GI Cuartos          |
| Clausura 2016 | 3.Segunda LPA     | 5o. Grupo I             |
| Apertura 2016 | 3.Segunda LPA     | 7o. Grupo I             |
| Clausura 2017 | 3.Segunda LPA     | 11o. Grupo I            |
| Apertura 2017 | 4.Segunda Serie B | 1.º Grupo I (Cuartos)   |
| Clausura 2018 | 4.Segunda Serie B | 2o. Grupo I (Semifinal) |
| 2018/2019     | 4.Segunda Serie B | 1.º General (Cuartos)   |